# Ramaer
Ramaer was zowel de bedrijfsnaam van een weefonderneming die van rond 1800 tot 1961 bestond als van een gelijknamige voortzetting als maker van printed circuits die van circa 1962 tot 2018 actief was, beide in Helmond.
De weefonderneming ontstaat eind 18e eeuw met de vestiging van Antony Ramaer (1741-1822) met zijn gezin in Helmond. Zoon Willem Anthony (1775-1828) wordt actief in de textielhandel en -fabricage, van 1802-1810 onder het compagnonschap Prinzen, Ramaer, Van de Loo en Compagnie. Van 1811 tot 1849 is hij en later zijn weduwe Anna Scholten (1781-1849) met twee van de zonen -Albert (1808-1833) en Willem Gerard Johan (1809-1859) - deelgenoot in een gezamenlijk weefbedrijf met Anthonie Raymakers. Raymakers en Ramaer beschikt over een werkplaats aan de Wiel, nabij de stadsbeek, en een blekerij een 500 m noordelijker, aan de Aa bij de watermolen. Na het overlijden van Anna Scholten in 1849 volgt een scheiding in zaken. De familie Ramaer in de persoon van Willem begint op het bedrijfsterrein bij de Watermolenwal een eigen onderneming onder de firmanaam W.G.J. Ramaer en Co., met hulp van de aangetrouwde protestantse ondernemersfamilie Van Vlissingen te Helmond. Na de dood van de naamgever blijven naaste familieleden (vanaf 1869 bestaande uit drie vrouwen) formeel de onderneming leiden, het beheer is opgedragen aan derden, in eerste instantie aan Pieter Fentener Van Vlissingen II (1826-1868). Ramaer is een voorloper qua mechanisering: in 1862 een kleine stoominstallatie, in 1866 een eerste machinale weverij. Vervolgens doen twee zonen van de eerdere deelhebber Louis Ramaer, Albert en Willem, hun intrede. Maar beiden verdwijnen vrij snel weer uit het bedrijf, waarna de familie Fentener Van Vlissingen en verwanten de zaak overnemen. Vanaf 1899 is Marinus Matthijsen (1869-1933) alleeneigenaar en directeur na eerdere samenwerking met Pieter Fentener Van Vlissingen III. Het bedrijf is dan met een 270 werknemers een van de grootste in zijn soort binnen de Helmondse textiel. 

## Artistiek

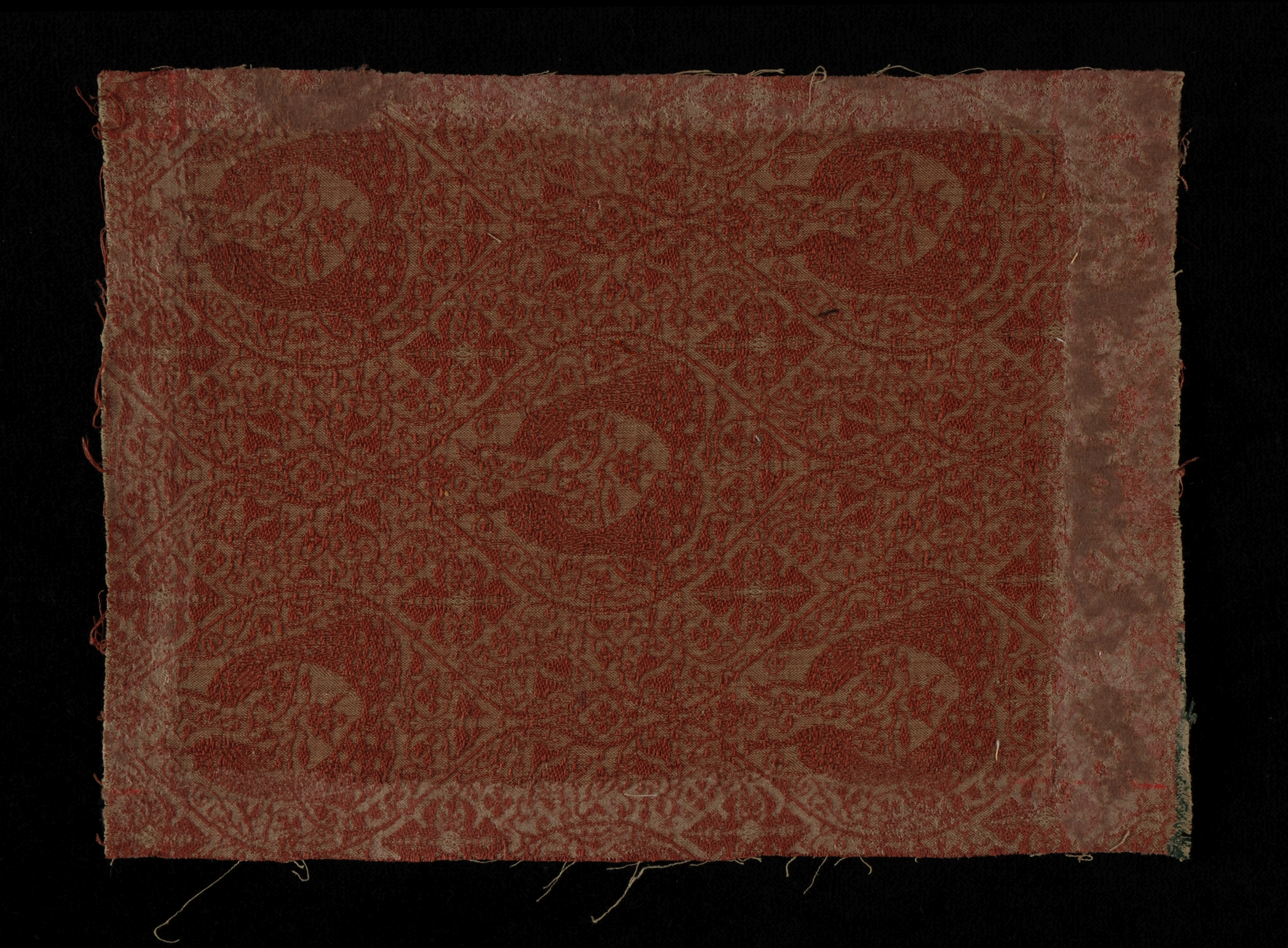
Textielfragment van een door Ramaer vervaardigde jacquardstof ontworpen door Theo Nieuwenhuis met gestileerde pauwen

Rond 1900 neemt Ramaer de productie van artistieke stoffen voor gordijnen en wandbespanning ter hand. Met deze specialiteit onderscheidt het bedrijf zich binnen de Nederlandse weverijen en verwerft internationale vermaardheid én afzet. Een plaatselijk Steuncomité helpt nadat bij een grote brand eind september 1902 de 300 werknemers wekenlang zonder werk en inkomsten zitten. De firma herstelt zich, er volgen regelmatig uitbreidingen waaronder een betonnen weverijcomplex in 1911 en in 1914 een eigen elektriciteitscentrale. De firma telt dan ca. 375 werklieden. Het gebrek aan grondstoffen tijdens de Eerste Wereldoorlog leidt tot een langdurige sluiting en een tijdelijke terugval. De jaren twintig zijn voorspoedig, in 1920 komt een nieuw kantoorgebouw gereed naar een ontwerp van Dirk Rosenburg. Midden jaren twintig bereikt Ramaer het hoogste aantal personeelsleden in het bestaan, 543 in 1924. Na de omzetting in een nv in 1925 komt er professionele leiding van buiten. In deze periode start Ramaer samen met de AKU als een van de eerste weverijen ten lande met de vervaardiging van kunstzijden weefsels (japon- en gordijnstoffen). De Grote Depressie, waarbij de export van bontgeweven katoenstoffen bijna geheel stilvalt, stimuleert deze omschakeling. Het personeelsgetal schommelt in de jaren dertig rond de 200. De Duitse bezetting laat sporen na: in 1942 sluit het bedrijf op bevel van de bezetter, in december 1944 wordt een deel van het bedrijfscomplex getroffen bij een Duitse luchtaanval.   

## Einde weverij
Na 1944 komen het bedrijf en de export opnieuw op gang, in 1949 werken er weer circa 200 personen. De familie Van Vlissingen houdt, als grootaandeelhouder, controle. In 1953 neemt de fa Van Vlissingen & Co’s Katoenfabrieken vrijwel het hele aandelenkapitaal over. De krimpende marges en winsten bij het op export gericht Ramaer leiden eind jaren vijftig tot twijfels over een rendabele voortzetting. Begin 1961 besluiten de raad van commissarissen en vervolgens de aandeelhouders tot stopzetting. Het resterende personeel vindt grotendeels elders in de Helmondse textiel (met Vlisco voorop) vervangend werk. Vlisco richt op een deel van het bedrijfsterrein ruwdoekloodsen op, de oude opstallen blijven deels nog jarenlang staan. Initiatieven tot gedeeltelijke herbestemming (zoals een plan van Piet Blom eind 1972 voor een ontmoetingscentrum en uitkijktoren) leiden tot niets. Uiteindelijk worden de gebouwen gesloopt, als laatste restant in 1977 de schoorsteen. 

## Galvano
Eigenaar Vlisco besluit begin jaren zestig tot zelfstandige nevenactiviteiten om minder afhankelijk van het voor schommelingen gevoelige hoofdproduct te worden. De kennis op galvanotechnisch gebied, opgedaan bij het opbrengen van dessins op drukwalsen, leidt voorjaar 1962 tot de oprichting van Galvano Gravure Helmond Holland die printplaat produceert. Deze activiteit wordt circa 1965 voortgezet in de dan inactieve vennootschap Ramaer en met 12 medewerkers gaat de nieuw aangetrokken directeur K J de Rooy als een aparte afdeling in de Cacaofabriek (een oud bedrijfspand in handen van de Vlisco) verder. In 1970 volgt nieuwbouw (naar ontwerp en uitvoering van Wescon) op het nieuwe industrieterrein van Helmond. De dan 66 medewerkers krijgen daar de beschikking over 2500 m² bedrijfsruimte tegen 1200 eerder. Eind 1972 telt Ramaer al 100 personeelsleden. In 1981 komt er een afdeling Special Circuits, in 1985 krijgt het Helmonds bedrijf als eerste in Europa een zogeheten multilayerpers. Eind 1988 telt het bedrijf bij verkoop door Gamma Holding aan Neways Electronics 98 werknemers, goed voor een omzet van f 15 miljoen. In 1989 wordt Neways printservice bij Ramaer ondergebracht, het personeel van Neways printservice komt in dienst van Ramaer.

## Elco en einde
In 1995 start de productie van semi flex printplaten maar een grote brand legt op 13 september 1998 het hele bedrijfsgebouw in as. Bijna 1 jaar later, in augustus 1999, wordt in een herbouw de productie hervat. In 2000 volgt de overname van Philips Protos & Specialities dat geïntegreerd wordt als afdeling Ramaer Specials. Maar heel goed gaat het niet, Neways wil af van Ramaer en meldt juli 2001 een verkoop van het bedrijfsonderdeel aan Mecam.  Neways vraagt later dat jaar surseance aan voor Ramaer, op 31 oktober 2001 wordt het faillissement uitgesproken. Per 1 november 2001 neemt Gerard Meulensteen het bedrijf over en maakt een doorstart met een gedeelte van het personeel, 110 van de 165 werknemers. Meulensteen vertrekt in 2006 bij Ramaer dat in 2014 wordt verkocht aan het Italiaanse bedrijf Elco. In 2017 voegt Elco zijn nieuwverworven Vermeulen Print Service en Ramaer Printed Circuits samen tot Elco Netherlands. Maar het al langer verlieslijdende Ramaer vormt een te zware belasting voor het Italiaanse moederbedrijf als daar CEO fraude plaatsvindt waarna in 2018 faillissement wordt aangevraagd. Het betekent het einde van Ramaer en de werkgelegenheid voor 83 personen.